# Hirtodrosophila tricolora
Hirtodrosophila tricolora är en tvåvingeart som först beskrevs av Bock 1976.  Hirtodrosophila tricolora ingår i släktet Hirtodrosophila och familjen daggflugor. Inga underarter finns listade i Catalogue of Life.